# Essai à la boîte en L

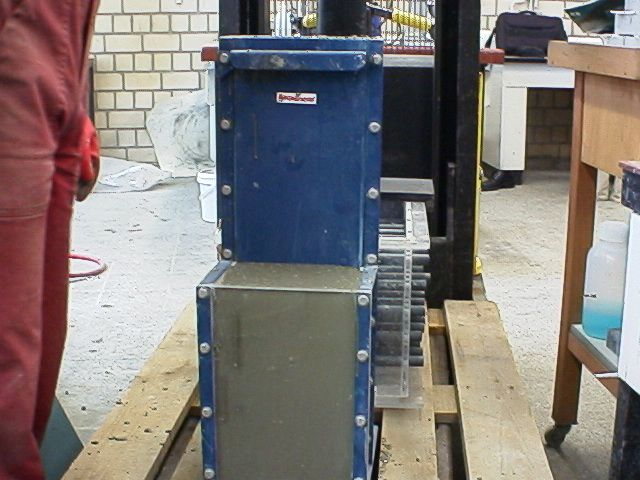
La boîte en L.

L’essai à la boîte en L est un essai réalisé sur du béton autoplaçant frais pour évaluer sa potentielle ségrégation dynamique. Ce test est aussi connu sous le nom de L-box provenant de l’anglais.
La norme NF EN 12350-10 décrit cet essai.

## But
La ségrégation dynamique a lieu lorsque le béton autoplaçant frais subit des vibrations comme c’est le cas lors de son transport, son transfert ou sa mise en œuvre. L’essai à la boîte en L permet d’évaluer l’aptitude de ce béton à s’écouler en milieu confiné et d’estimer les risques de blocage de gros granulats au niveau des armatures lors de la mise en œuvre d’un béton armé.

## Mode opératoire
La boîte en L est une boîte en acier avec deux parties, l’une verticale et l’autre horizontale, séparées par une trappe et une grille de deux ou de trois barres de diamètre et d’espacement fixé.
L’essai se déroule en suivant les étapes suivantes :
- remplir la partie verticale de la boîte en L ;
- attendre une minute avant de soulever la trappe, le béton s’écoule à travers la grille ;
- calculer le rapport de la hauteur de béton dans la partie verticale de la boîte après l’essai et la hauteur du béton dans l’extrémité de la partie horizontale.

Ce rapport correspond au taux de remplissage. 

## Interprétation des résultats
Plus le taux de remplissage est élevé, moins le béton est susceptible de ségréguer. Pour pouvoir utiliser ce béton, le taux de remplissage doit être supérieur ou égale à 0,8. 
La norme NF EN 206 classe les bétons autoplaçants selon leur taux de remplissage et selon le nombre de barres en PL1 (2 barres) et en PL2 (3 barres).